# Greg Hogeboom
Gregory Hogeboom (Etobicoke, 26 settembre 1982) è un ex hockeista su ghiaccio canadese.

## Carriera
Greg Hogeboom giocò in NCAA presso la Miami University dal 2000 al 2004, totalizzando 120 punti in 165 gare. Durante la sua permanenza all'università fu scelto al quinto giro dai Los Angeles Kings in occasione dell'NHL Entry Draft 2002.  Nel 2004 entrò a far parte dell'organizzazione dei Kings e fu mandato nel farm team in American Hockey League dei Manchester Monarchs. Fra il 2005 ed il 2007 fu inoltre impiegato in ECHL dai Reading Royals.
Nel 2007 si trasferì nella Lega Nazionale B svizzera, indossando dapprima la maglia dell'EHC Visp, l'anno successivo invece quella dell'HC Thurgau. Nel 2009 ritornò in Nordamerica ingaggiato per una stagione dagli Ontario Reign, squadra della ECHL. Hogeboom giocò la stagione 2010-2011 nella Central Hockey League nella squadra texana dei Fort Worth Brahmas, riuscendo ad ottenere 94 punti in 70 gare disputate.
Nella stagione 2011-2012 Hogeboom tornò nuovamente in Europa ingaggiato dall'Alleghe Hockey, squadra appartenente alla Serie A italiana. In 52 gare disputate con le Civette totalizzò 78 punti, stabilendo insieme a Kevin DeVergilio il primato di reti con 29 marcature in stagione regolare.
Dopo quasi due anni di inattività nel febbraio del 2014 Hogeboom tornò a giocare nella Central Hockey League per i Brampton Beast.

## Palmarès

### Individuale
- Maggior numero di reti della Serie A: 1

2011-2012 (29 reti)
- CCHA Second All-Star Team: 1

2003-2004